# Аддис-Абеба
Адди́с-Абе́ба (Аддіс-Абеба; з амхар. нова квітка) — столиця та найбільше місто Ефіопії. Місто має окремий статус міста-регіону.
Місто розташоване на Ефіопському нагір'ї, на висоті понад 2400 м, біля підніжжя та на схилах гори Ентото. Аддис-Абеба є найбільшою столицею країни без прямого виходу до моря. Місто часто називають «столицею Африки» або «Парижем Африки» через її історичне, політичне та дипломатичне значення для континенту.

## Історія
Аддис-Абеба була заснована в 1887 році імператором Менеліком II як столиця королівства Шоа. З 1889 року — столиця Ефіопії.
В травні 1936 року під час Другої італо-ефіопської війни місто захоплене італійськими військами. З 1936 по 1941 роки Аддис-Абеба була столицею Італійської Східної Африки. Звільнене ефіопськими партизанами 6 квітня 1941 року.
У травні 1963 року в Аддис-Абебі пройшла конференція голів держав та урядів африканських країн, на якій була створена Організація Африканської Єдності (ОАЕ). У 2002 році ОАЕ була розпущена, а натомість засновано Африканський союз зі штаб-квартирою в Аддис-Абебі.
Місто — резиденція Економічної комісії ООН для Африки (з 1958) та ОАЄ (з 1963).
Народні виступи в Аддис-Абебі проти феодально-монархічного режиму в 1974 році стали початком національно-демократичної революції в Ефіопії.

## Клімат
Клімат помірно теплий. Середні температури січня +23 °C, липня +20 °C. Опадів випадає понад 1200 мм за рік.
| Клімат Аддис-Абеби | Клімат Аддис-Абеби | Клімат Аддис-Абеби | Клімат Аддис-Абеби | Клімат Аддис-Абеби | Клімат Аддис-Абеби | Клімат Аддис-Абеби | Клімат Аддис-Абеби | Клімат Аддис-Абеби | Клімат Аддис-Абеби | Клімат Аддис-Абеби | Клімат Аддис-Абеби | Клімат Аддис-Абеби | Клімат Аддис-Абеби |
| Показник | Січ.               | Лют.               | Бер.               | Квіт.              | Трав.              | Черв.              | Лип.               | Серп.              | Вер.               | Жовт.              | Лист.              | Груд.              | Рік                |
| Абсолютний максимум, °C | 30                 | 28                 | 30                 | 29                 | 30                 | 29                 | 29                 | 32                 | 28                 | 27                 | 30                 | 28                 | 32                 |
| Середній максимум, °C | 23,5               | 24,5               | 25,4               | 24,8               | 25,2               | 23,4               | 20,7               | 20,7               | 21,7               | 22,7               | 23,0               | 22,9               | 23,2               |
| Середня температура, °C | 15,4               | 16,6               | 17,9               | 17,9               | 18,0               | 17,0               | 15,9               | 15,8               | 16,2               | 15,7               | 14,8               | 14,9               | 16,3               |
| Середній мінімум, °C | 7,4                | 8,7                | 10,5               | 11,1               | 10,8               | 10,6               | 11,1               | 11,0               | 10,7               | 8,7                | 6,7                | 7,0                | 9,5                |
| Абсолютний мінімум, °C | 1                  | 1                  | 3                  | 6                  | 6                  | 1                  | 0                  | 6                  | 4                  | 2                  | 0                  | 0                  | 0                  |
| Норма опадів, мм | 13                 | 30                 | 58                 | 82                 | 84                 | 138                | 280                | 290                | 149                | 27                 | 7                  | 7                  | 1165               |
| Днів з опадами | 3                  | 5                  | 7                  | 10                 | 10                 | 20                 | 27                 | 26                 | 18                 | 4                  | 1                  | 1                  | 132                |
| Вологість повітря, % | 47                 | 51.5               | 47.5               | 54.5               | 53                 | 67.5               | 79.5               | 79                 | 71.5               | 47.5               | 48                 | 45.5               | 57.7               |
| --- | ------------------ | ------------------ | ------------------ | ------------------ | ------------------ | ------------------ | ------------------ | ------------------ | ------------------ | ------------------ | ------------------ | ------------------ | ------------------ |
| Джерело: World Meteorological Organisation (UN)(precipitation), Climate-Data.org for mean temperatures BBC Weather for humidity and sunshine, National Meteorological Agency |                    |                    |                    |                    |                    |                    |                    |                    |                    |                    |                    |                    |                    |

## Архітектура

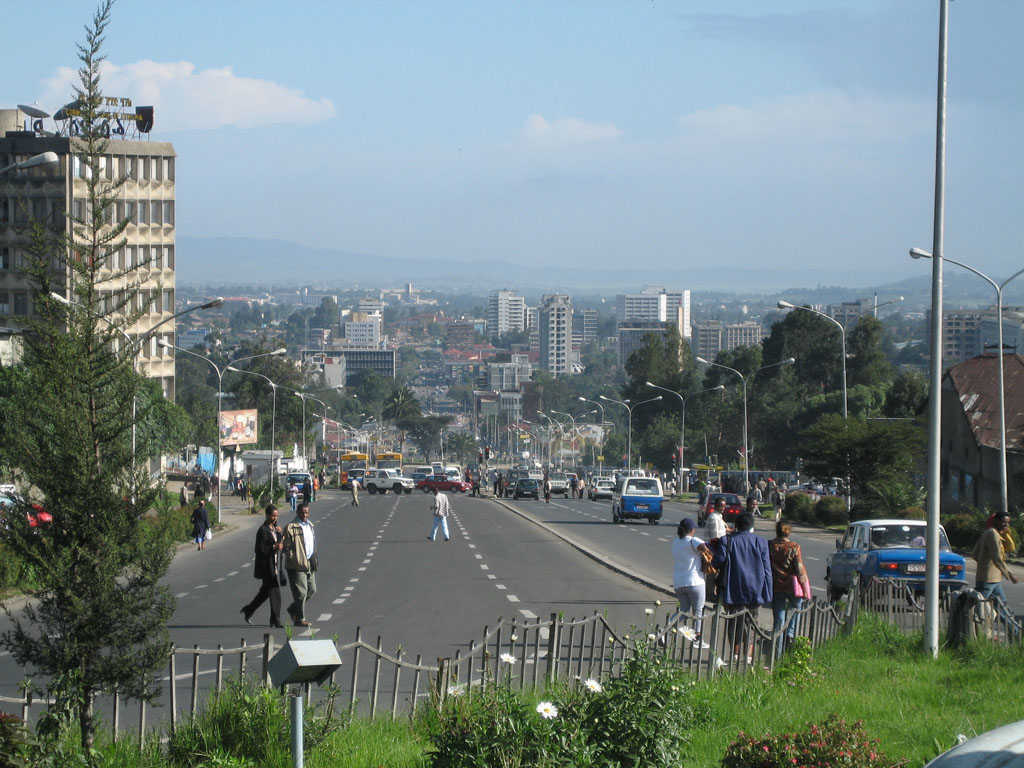
Церковний пагорб

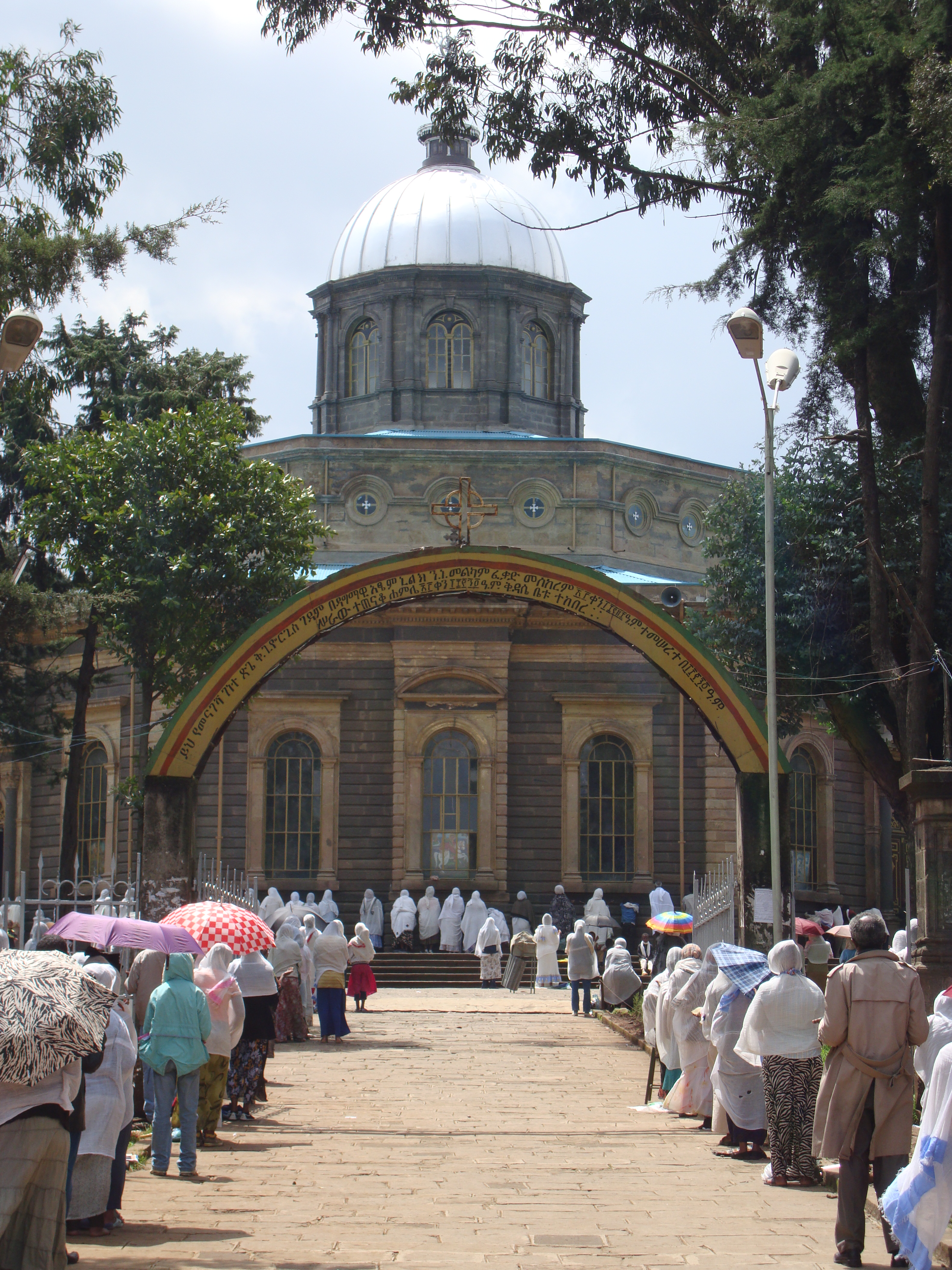
Собор Святого Георгія

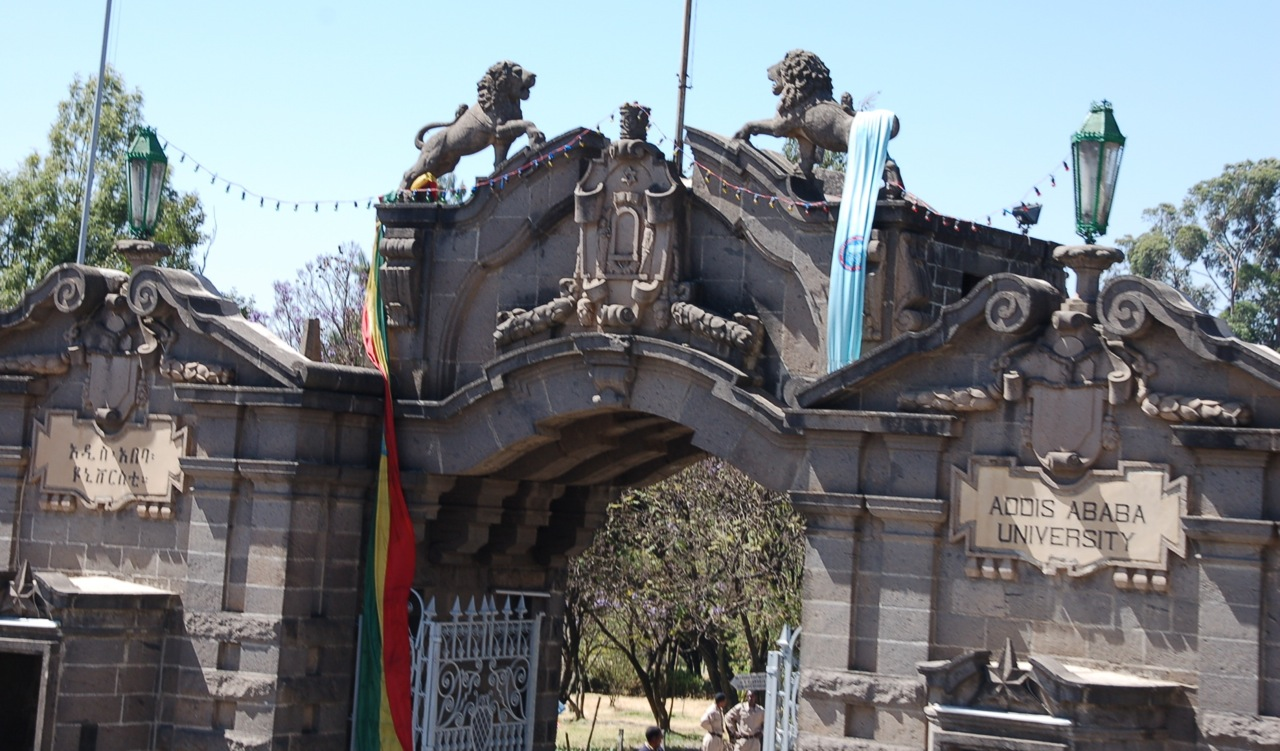
Університет

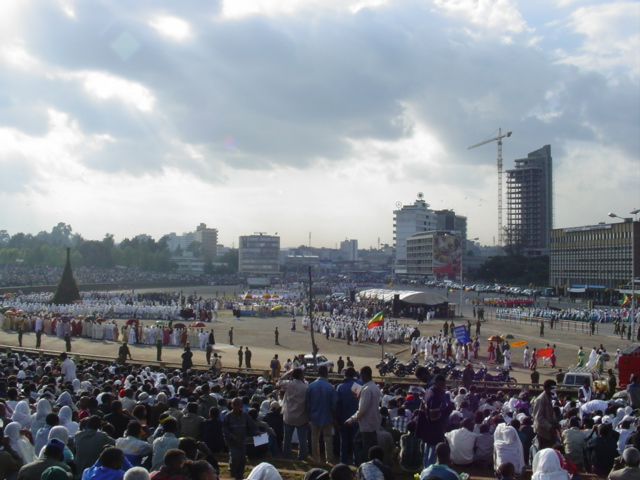
Площа Мескель

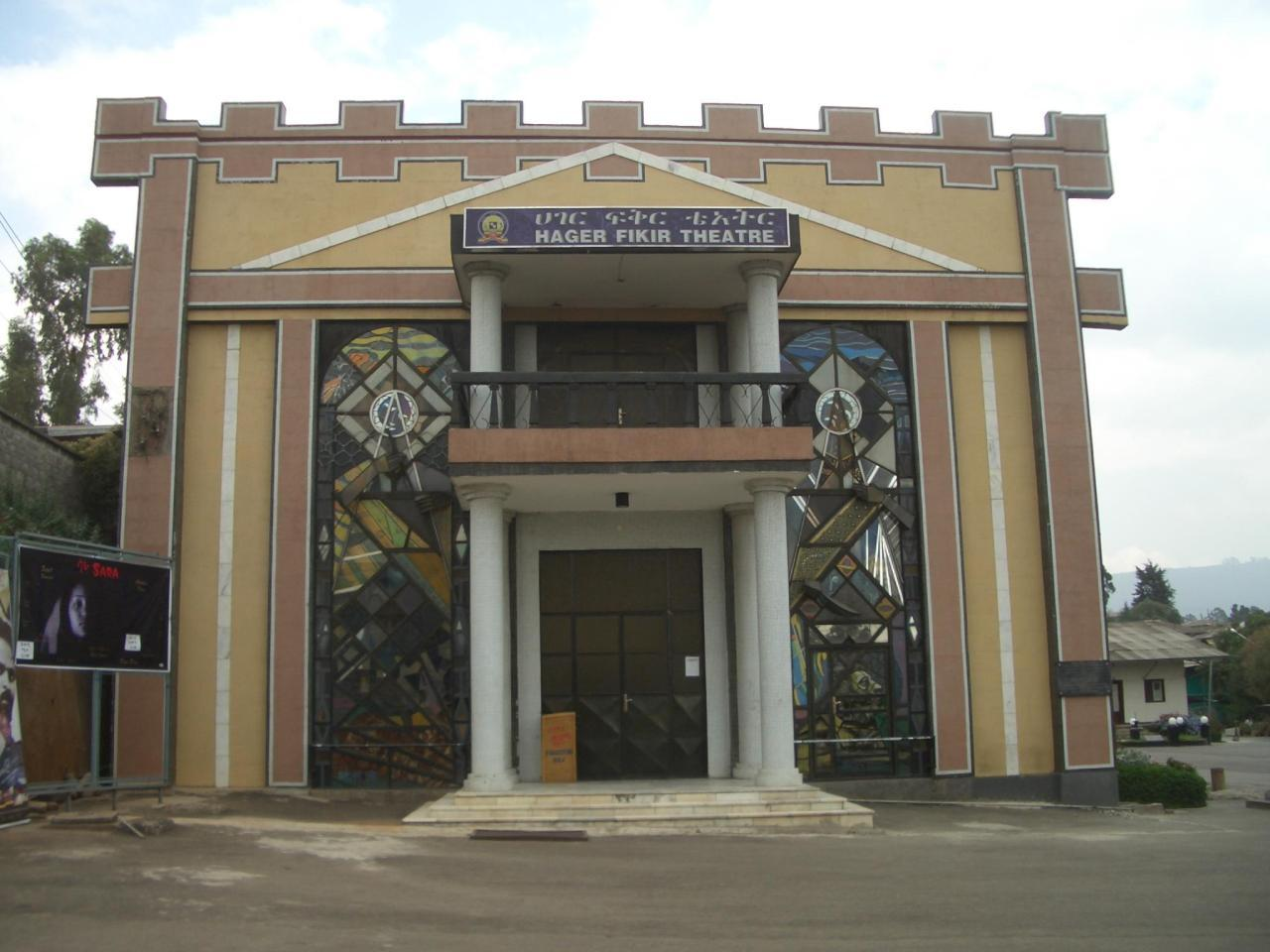
Театр Хагер-Фикир

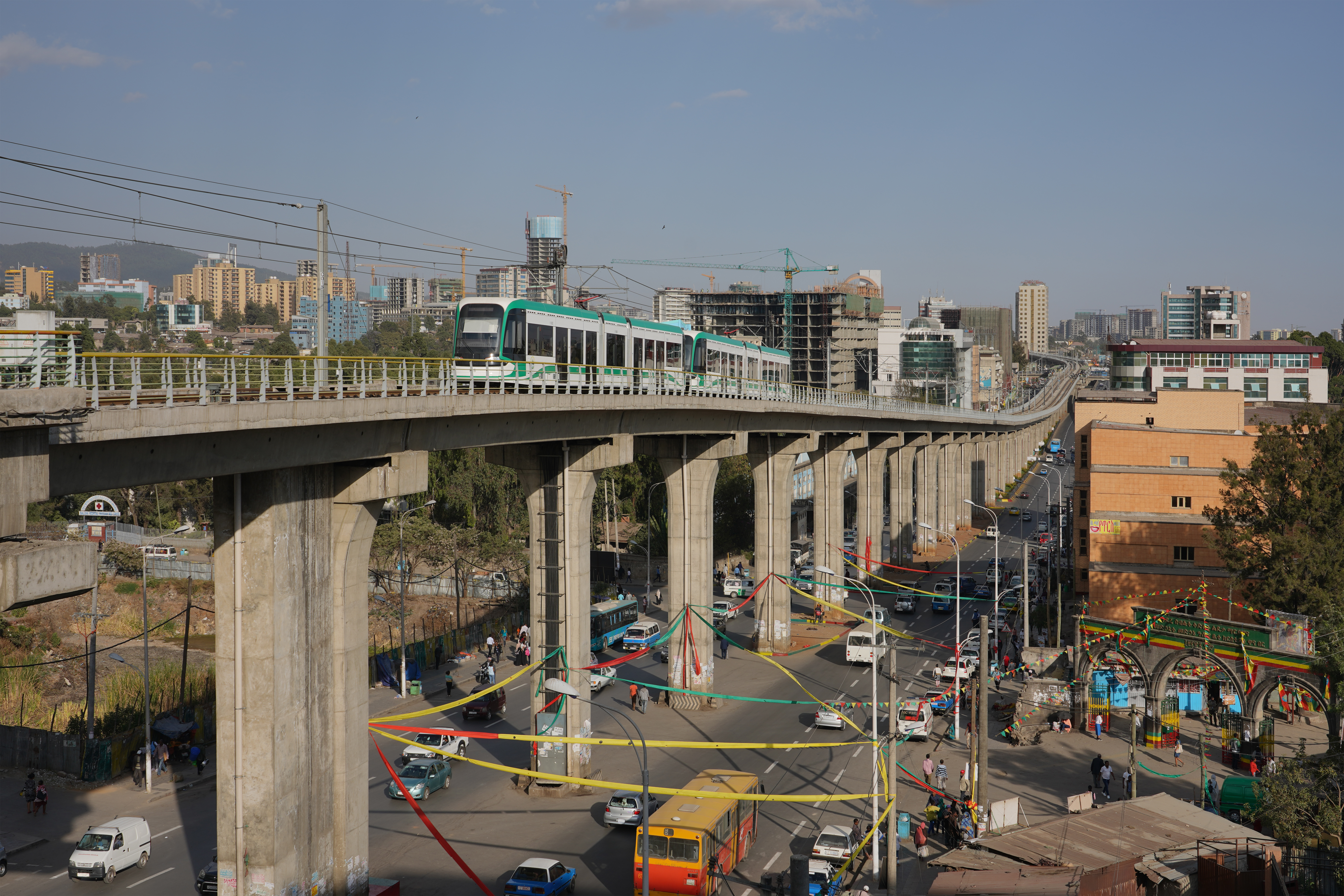
Панорама Аддис-Абеби

### Перші великі будівлі
- Великий палац із рисами північно-індійської архітектури (1894) — індійські зодчі на чолі з Хаджі Каваса із Пешавара. Палац має тронний зал із покриттям на 34 розписаних стовпи, з розписом та обробленням мармурові стіни та кольорові вітражі (1897).
- Новий палац у стилі неокласицизму (кінець XIX — початок XX століття) — італійський інженер Капуччі, архітектор Е. Камец.
- Собор святого Георгія (Киддус-Гійоргіс; кінець XIX століття) — грецький архітектор Орфаніс, італійський інженер Кастанья. Собор у проєкції має форму восьмикутника. Стиль — неокласицизм. Реставрований в 1950-х роках. Розписаний такими майстрами, як Афеворк Текле та Мінаф Хируй.
- Готель «Итеге» та школа (1907).
- Приблизно 200 будинків європейського типу (1911—1912).

### Будівлі 1920—1930-х років
- Залізничний вокзал (1929) — французький архітектор П. Барріа.
- Національний палац (1934) — архітектор Е. Камец.
- Собор Святої Трійці (Мекане Силласе; 1941) — в стилі необароко. Розписи Але Фелеге Селам (1940-ві).

### План забудови в 1950-х роках
В 1954—1956-х роках затверджений план реконструкції міста — англійський архітектор Л. П. Аберкромбі. План був допрацьований в 1958 році. В основі плану — неправильний овал, довга ось якого має меридіональний напрямок. Площа міста становить 215 км², капітальних будівель 30 км², інша забудова сільського характеру, в основному одноповерхова — кам'яні, дерев'яні та глиняні будинки. У східній частині — урядова зона, у західній — комерційна, де знаходяться Великий ринок, промислові підприємства, діловий центр.

### Забудова в 1950—1980-ті роки
У цей період Аддис-Абеба зростала в бік аеропорту. Були збудовані:
- Національний театр на площі Адуа (1955) — французькі архітектор А. Шомет, скульптор Ш. Моссіон, художник-монументаліст А. Леже. Перед театром статуя лева — символ ефіопської державності
- Національний університет (1950—1960-ті) — англійський архітектор Г. К. Фаллек. Має 17 корпусів, школа мистецтв, будівельний факультет, бібліотека, музей
- Комплекс ліцею Гебре Марьям із врізаним у схил пагорба стадіоном (1960) — архітектор А. Шомет
- Аеропорт з витягнутим скляним фасадом (1960)
- Дім Африки (1961) — вітраж площею 150 м² по ескізу Афеворка Текле
- Муніципалітет (1965)
- Національний банк (1973—1976) — італійські архітектор А.Медзедімі, інженер М.Фанано та ін.
- Телевізійний центр (1965)
- Торгова палата (1965)
- Будівля Міністерства іноземних справ у формі човна з шестигранними лотками сонцерізів на фасаді (1966) — З. Енав та М. Тедрос
- Поштамт
- Лікарня
- Шпиталь Деджазмач Бальча — на 553 місця
- Готель «Вебі-Шебелі» (1970-ті) — югославські архітектори Б.Петровіч, З.Драгайловіч, Х.Юстіч

### Пам'ятники
- Кінна статуя Менеліка II на однойменній площі (1894)
- Монумент звільнення від італійської окупації на площі 27 Меггабіт
- Пам'ятник жертвам фашизму на площі 12 Єкатіт (1955) — югославський скульптор А. Августінчич
- Бронзовий пам'ятник В. І. Леніну (1983) — радянський скульптор Р. Х. Мурадян, архітектор І. М.Студенікін
- Монумент «Наша боротьба» (1984)
- Пам'ятник Карлу Марксу (1984) — німецький архітектор Й. Ястрам

## Освіта та культура
Місто має університет, кілька технічних та інших спеціальних училищ. Національний архів та бібліотека Ефіопії та кілька інших бібліотек. Національний театр.
Археологічний музей (1907), музей Інституту ефіопських досліджень (1952) з колекцією кераміки та традиційним живописом XIV—XX століття, Національний музей (1954) з традиційним та сучасним живописом, декоративно-прикладним мистецтвом.

## Населення
Динаміка чисельності населення:
- 1900 — 80 000 осіб
- 1958 — 400 000 осіб
- 1968 — 664 000 осіб
- 1983 — 1 478 000 осіб
- 1995 — 2 209 000 осіб (перепис населення)
- 2002 — 1 700 000 осіб
- 2008 — 3 147 000 осіб
- 2012 — 3 041 002 осіб[6]

## Міста-побратими
- Беер-Шева, Ізраїль
- Вашингтон, США (11 грудня 2013)[7]
- Гай, Росія
- Йоганнесбург, ПАР
- Каунас, Литва
- Лейпциг, Німеччина (12 грудня 2004)[8][9]
- Нетанья, Ізраїль
- Пекін, КНР
- Сан-Франциско, США
- Санкт-Петербург, Росія
- Тель-Авів-Яфо, Ізраїль
- Хартум, Судан
- Чунцін, КНР
- Чхунчхон[d], Південна Корея
- комуна Стокгольм, Швеція